# Трагедия на Льо Ман
Трагедията на Льо Ман е инцидент, станал при провеждането на автомобилното състезание за издръжливост „24 часа на Льо Ман“. Загиват 80 души.
Както в много други състезания, скоростта в завоите е от изключителна важност за постигане на максимална скорост и за спечелване на състезанието, превръщайки скоростта в критичен параметър на Льо Ман. Чарлз Дойч и Робърт Шуле конструират революционна рама за състезателен болид, наречена Long Tail, който е основа за монокока, използван в съвременните моторни спортове.
За това състезание Ягуар измисля дисковите спирачки, които заменят по-неефективните барабанни спирачки през 1953 година. Единствено Мерцедес остават с барабанни спирачки до 1955 година.

## Инцидента
На 11 юни 1955 г., Пиер Левег е привлечен да се състезава с Мерцедес 300 SLR, след много добри резултати, постигнати от него.
В състезанието Хуан Мануел Фанджо се движи със своя Мерцедес зад Левег, преследващ Майк Хауторн с Ягуар, който от своя страна задминава явно изостаналия пилот на „Остин“ - Ланс Маклин.
Натискайки рязко спирачките и отбивайки рязко вдясно, за да влезе в пит-лейна, застава на пътя на двата „Мерцедес“-а, които се движат с максимална скорост.
Фанжо успява да се измъкне, но Левег няма време за реакция и се забива отзад в „Остин“-а, изхвърчайки във въздуха. Болидът се удря в насипа, който е предвиден да предпази зрителите, преобръща се и експлодира, изхвърляйки двигателя и трансмисията в трибуните. Пиер Левег и 80 зрители са убити на място, повече от 100 са тежко ранените.
Мнозина са обгорените от пожара, подхранван от детайлите по болида, направени от магнезий.

## След инцидента
Официално състезанието продължава след инцидента, въпреки линейките, които изкарват пострадалите от външната страна на пистата.
Майк Хауторн и Ягуар печелят състезанието без никакви проблеми до края.
След трагедията много състезания са отменени, други в някои страни дори забранени като крайно опасни.